# Christoph Timotheus Seidel

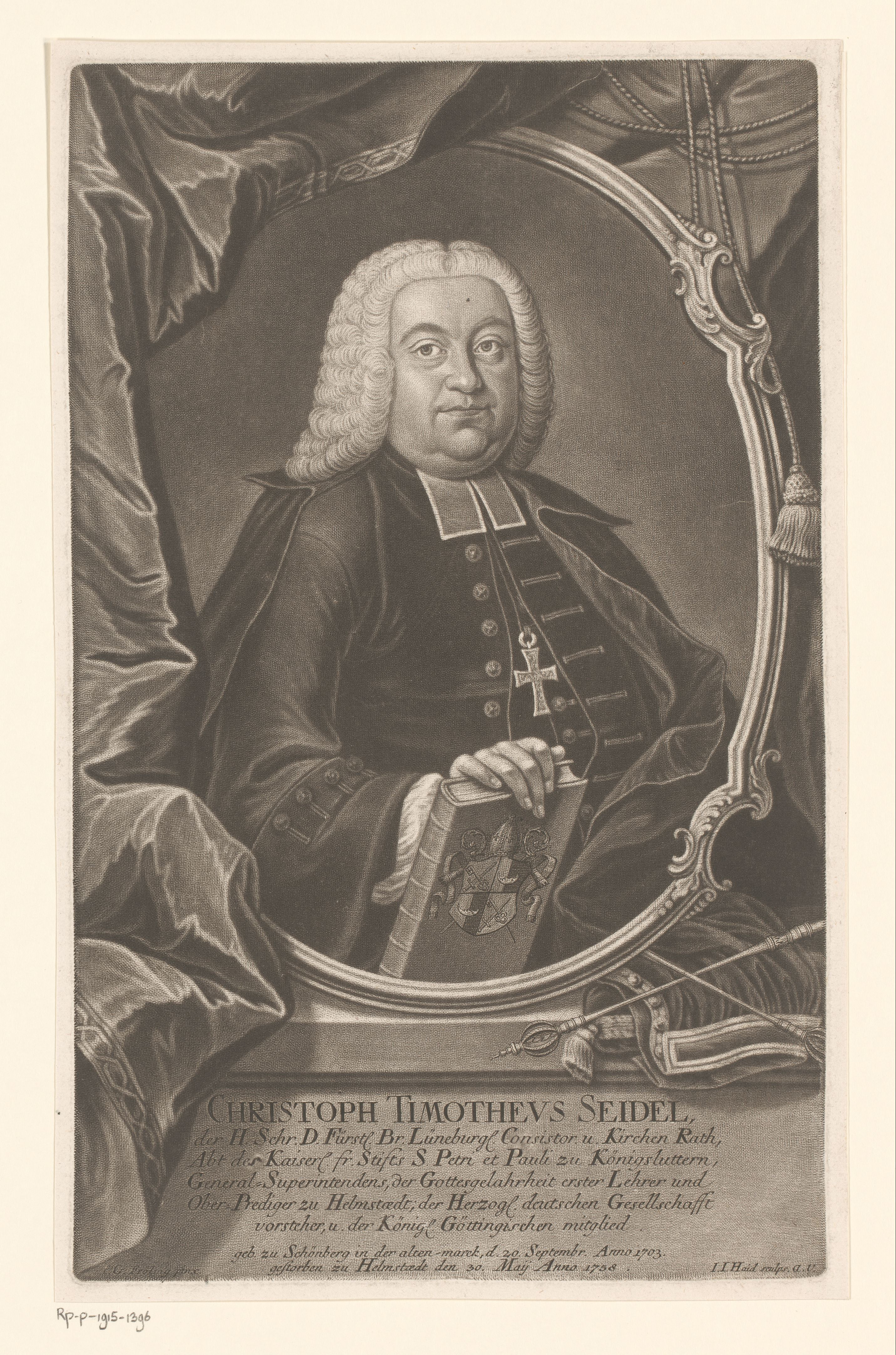
Christoph Timotheus Seidel

Christoph Timotheus Seidel (* 20. September 1703 in Schönberg; † 30. Mai 1758 in Helmstedt) war ein lutherischer Theologe und Hochschullehrer der Universität Helmstedt.

## Leben
Christoph Timotheus Seidel war jüngster Sohn des Pastors Christoph Matthäus Seidel (1668–1723) und dessen Frau Christine, geborene Kühne. Er besuchte nach Versetzung seines Vaters Schulen in Tangermünde und Neubrandenburg. Im Jahr 1719 schrieb er sich in die Matrikel der Universität Jena ein und wechselte 1721 auf Befehl des Königs Friedrich Wilhelm I. zur Universität Halle.
In Halle schloss er sich der besonders durch August Hermann Francke (1663–1727) und Joachim Justus Breithaupt (1658–1732) vertretenen Richtung des Pietismus an. Seinen Vater, der seit 1717 als Propst und Pastor der Nikolaikirche in Berlin wirkte, unterstützte er in dessen letzter Lebenszeit als Amanuensis.
Nach dem Tod des Vaters (8. Juni 1723) übernahm Seidel im Jahr 1724 eine Pfarre in Görlsdorf bei Frankfurt (Oder) und 1726 die königliche Pfarre in Vehlefanz, heute ein Ortsteil der Gemeinde Oberkrämer im Landkreis Oberhavel in Brandenburg.
Auf einer Reise nach Wolfenbüttel im Jahr 1727 predigte er dort vor Herzog August Wilhelm, der ihm darauf die Generalsuperintendentur und eine theologische Professur der Universität Helmstedt anbot. Im Jahr 1729 begann Seidel seine Vorlesungen an der Academia Julia Carolina und wurde am 14. März 1730 zum Doktor der Theologie promoviert. Ende des Jahres 1730 wurde er zum ordentlichen Professor ernannt und als Adjunkt des Generalsuperintendenten Friedrich Weise eingeführt, dem er nach dessen Tod im Amt folgte.
Während seiner Amtszeit als Hochschullehrer übernahm Seidel Ende des Jahres 1747 die Direktion der „Herzoglich Deutschen Gesellschaft“. Die „Herzoglich Deutsche Gesellschaft zu Helmstedt“ war 1746 mit der Absicht gegründet worden, die deutsche Sprache zu fördern, zu pflegen und philologisch zu erforschen. Er gründete 1749 die „Gesellschaft der Schriftforschenden“, in der unter seiner Leitung Lehrende und Studenten zum gemeinsamen Studium der Heiligen Schrift vereinigt werden sollten und wirkte wesentlich an der Schulordnung der Stadt Helmstedt vom 18. Juli 1755 mit.
Im Jahr 1758 starb Christoph Timotheus Seidel, in seiner vierten Amtsperiode als Prorektor der Universität Helmstedt. Seidel war zweimal verheiratet und hinterließ acht, zum Zeitpunkt seines Todes noch lebende Kinder. Sein ältester Sohn war Christoph Matthias Seidel (* 2. Juni 1729; † 27. Februar 1797), später Bürgermeister und Syndikus der Stadt Helmstedt.

## Werke (Auswahl)
- Diss. de immortalitate animae ex lumine rationis demonstrata. Krottendorff, Halle/Magdeburg 1722. (Digitalisat)
- Dissertationum Academicarum Pentas, De Immortalitate Animae Humanae, Ex Ipso Naturae Lumine Demonstrata  Krottendorff, Halle/Magdeburg 1722. (Digitalisat)
- Das erfreuliche Wiedersehen der Gläubigen in jenem Leben. Möller, Berlin 1726. (eine Predigt)
- Von der Verleugnung seiner selbst; eine Predigt zu Wolfenbüttel gehalten. 1729.[2]
- Diss. theol. de investigatione attributorum Dei prima eaque inauguralis. Schnorr, Helmstedt 1750. (Digitalisat)
- Diss. in qua ostenditur, Pontificios in ritu confirmationis a praxi Ecclesiae apostolicae plane aberrasse. Schnorr, Helmstedt 1732. (Digitalisat)
- Die Abrede des sterbenden Jesu mit seinem Vater wegen seiner Seele, aus Luc. 23, 43. Drimborn, Helmstedt 1735. (Digitalisat) (eine Leichenpredigt)
- Der Ausspruch des heiligen Geistes von der Hoffnung, die wir von den verstorbenen haben sollen. Buchholtz, Helmstedt 1736. (Digitalisat) (eine Leichenpredigt)
- Progr. Veritas religionis christianae ex operationibus Spiritus S. ordinariis demonstrata. Helmstedt 1737.[3]
- Zuschrift von dem Zweck des Briefes Pauli an die Epheser. Helmstedt 1738.[4]
- Themata von gehaltenen Predigten. Halle 1739.[5]
- Programma in welchem alle Liebhaber des Göttlichen Wortes Zu den Predigten, Die in der Collegien-Kirche zu Helmstädt über den Brieff Paulli an die Epheser, von Johannis dieses 1739 Jahres an biß zum Ende des Jahres, gehalten werden sollen, einladet, und zugleich von dem Endzweck, warum Paullus diesen Brieff geschrieben habe, kürtzlich handelt / / Seidel, Christoph Timotheus. Schnorr, Helmstedt 1739.
- Gedanken über die zwei Fragen: I. Ob der Mensch von sich selbst urteilen könne, daß er werde selig oder verdammt werden. II Ob Gott dem Menschen eine Zeit und Stunde zur Bekehrung gesetzt habe. Zur gemeinen Erbauung mitgetheilt von u. s. w. Weygand, Helmstedt 1741. (Digitalisat)
- Der Apostel Paullus als ein grosser Rechts-Gelehrter, ward bey dem Hochansehnlichem Leichen-Begängniß Des Wohlgebohrnen und Hochgelahrten Herrn, Herrn Johann Paull Kreß, Beyder Rechten Hochberhmten Doctoris ... welches den 30ten November des 1741ten Jahres unter vornehmer und volckreicher Begleitung in der hiesigen Collegien-Kirche geschahe, In einer Leichen-Predigt über 2. Cor. XIII. v. 8. 9. vorgestellet. Drimborn, Helmstedt 1741. (Digitalisat)
- Progr. de ignoratione immortalitatis animorum, restituendoram corporum, et diversae hominum post haec saecula conditions, Jobo ejusque acvo a Jo. Clerico temere impacta.Schnorr, Helmstedt 1742. (Digitalisat)
- Progr. Theologia Veteris Testamenti da Spiritu Sancto. Helmstedt 1742.[6]
- In der Erfahrung gegründete Anweisung, welches die wahre Methode zu catechieren sei. Weygand, Helmstedt 1742. (Digitalisat)
- Anweisung zum würdigen Gebrauch des Heiligen Abendmahls, denen seiner besondern Seel-Sorge, und allgemeinen Aufsicht anvertrauten Gemeinden und allen die ihre Seeligkeit ernstlich suchen zur Erbauung entworffen. Drimborn, Helmstedt 1743, 1747, 1756. (Digitalisat der Ausg. 1743)
- Einige unerkannte Sünden. Die seiner ihm anvertrauten Gemeinde am Sonntag Rogate und am XIVten Sonntag nach Trinitatis vorgestellet hat. 1. und 2.  Abhandlung. Weygand, Helmstedt 1744–1745. (Digitalisat)
- Dissertatio theologica de primo primorum hominum peccato. Drimborn, Helmstedt 1744. (Digitalisat)
- Dissertatio theologica de peccato malorum angelorum. Drimborn, Helmstedt 1745. (Digitalisat)
- Commentatio De Inhabitatione Spiritvs Sancti Resvscitationis Corporis Fidelivm Et Opere Spiritvs Sancti In Resvscitatione Fidelivm Perficiendo. Schnorr, Helmstedt 1746. (Digitalisat)
- Zeugnisse von der Wahrheit für die jetzige Welt. Erster Theil ersts Stück. Drimborn, Helmstedt 1746. (Digitalisat)
- Oratio de quaestione: an Deus decreverit animam post mortem annihilare, aut conservare? Helmstedt 1747.[7]
- Sendschreiben an einige gute Freunde von dem Seelenschlafe. Weygand, Helmstedt 1747.
- Progr. ad lectiones cursorias O. N. Nicolai, da quaestione: an Facultas in uno consistere possit. Schnorr, Helmstedt 1747. (Digitalisat)
- Orationem de academia non diffamanda loco programmatis ad indicandas praelectiones. Leuckard, Helmstedt 1748. (Digitalisat)
- Progr. ad lectiones cursorias J. E. Schuberti exponent utilitatas ex Doctore Theologiae, solemni ritu declarato, in Ecclesiam, cui praeest, redundantes. Helmstedt 1743.[8]
- Progr. de quaestione: an Christus Pascha suum ultimum seu. . . una eademque die cum Judeis comederit, nec ne? Helmstedt 1748
- Programma de quaestione: num Christus pascha ultimum et staurōsimon una eademque die anticipando comederit? Schnorr, Helmstedt 1748. (Digitalisat)
- De peccati in Spiritum S. irremissibilitate: diss. inaug. theol. Schnorr, Helmstedt 1748. (Digitalisat)
- Abhandlung von der Sekte der Elcesaiten. Weygand, Helmstedt 1749. (Digitalisat)
- Historische Beschreibung der Charurgiten, in einem Senschreiben an den Herrn Licentiaten und Pastor Nicolai in Magdeburg, entworfen u.s.w.. Weygand, Helmstedt 1749. (Digitalisat)
- Invitatio ad inaugurationem novi Rectoris Scholae oppidanae. Helmstedt 1750.[9]
- Programm auf den Stiftungstag der Herzogl. Deutschen Gesellschaft in Helmstedt. Helmstedt 1750.[10]
- Das Stiftungs Fest der Julius Carls Hohen Schule wird durch eine öffentliche Rede am 16. October 1749. Morgens um 10 Uhr im Namen der Herzogl. Deutschen Gesellschaft zu Helmstedt gepriesen. Leuckart, Helmstedt 1749. (Digitalisat)
- Zu der Feyerlichen Rede, in welcher wegen der am 23. April 1749. zu Wolfenbüttel glücklich vollzogenen Vermählung des ... Ernst Friederichs, Herzogen zu Sachsen, ... mit der ... Sophie Antoinette, gebohrnen Herzogin zu Braunschweig und Lüneburg &c. Die deutsche Gesellschaft zu Helmstädt ihre unterthänigste Ehrfurcht und Freude durch Carl Friederich Meyer der Weltweisheit und Gottesgelahrtheit Beflissenen ... am 5 May ... an den Tag legen will; werden alle ... Freunde ... eingeladen . Schnorr, Helmstedt 1752. (Digitalisat)
- Nachricht von denen dem Herrn Profess. Rothfischer wegen seines Übertritts von der Römisch-Katholischen zu der Evangelisch-Lutherischen Kirche aufgebürdeten Beschuldigungen, nebst dessen dagegen gemachten Verantwortung, mit Fortsetzung. Helmstedt 1752.
- Exegetische und homiletische Abhandlungen über die Sonn- und Festtagsepisteln. Hemmerde, Halle 1753–1755, 4. Teile, 2. Aufl. Halle 1763–1764, 4. Teile. (Digitalisat Theil 1), (Theil 2), (Theil 4)
- Vertheidigung seines Sendschreibens von dem Seelenschlaf gegen die wider dasselbe herausgekommene Vertheidigung eines Ungenannten. Halle/Helmstedt 1754.
- Helmstedtisches gelehrtes Wochenblatt, enthaltend die Jahre 1751 bis 1753. Helmstedt 1754
- Ordnung des Heils nach einer catechetischen Methode Lehr- und Lernenden zum Gebrauche entworfen. Hemmerde, Halle 1754–1756, 3. Teile, 1. Teil (Online)
- Christoph Timotheus Seidels Grundrisse von Buß-Predigten die er über Texte aus dem alten Testamente gehalten hat. Hemmerde, Halle/Helmstedt 1755. (Digitalisat)
- Heilige Reden, bei besonderen Fällen gehalten. Schröder, Braunschweig 1755–1756, 2. Teile.
- Invitatio ad introductionem novi Rcctoris Scholae. Helmstedt 1756
- Sittenlehre christlicher Communikanten. Weygand, Helmstedt 1757. 2. Teile
- Erklärung des Briefes Pauli an die Galater. Hemmerde, Halle/Helmstedt 1757. (Digitalisat)
- Erklärung des Briefes Pauli an die Philipper.Hemmerde, Halle/Helmstedt 1757. (Digitalisat)
- Erklärung des Briefes Pauli an die Colosser. Hemmerde, Halle/Helmstedt 1757. (Digitalisat)
- Denkmal der Liebe, seinen geliebten Mitarbeitern am Evangelio nach ihrem seligen Abschiede gestiftet. Halle 1758.
- Programma Qvo Potiora Dvbia A Veteribvs Christiani Nominis Hostibvs Contra Veritatem Resvrrectionis Redemtoris Mota Examinantvr Et Refellvntvr. Schnorr, Helmstedt 1758. (Digitalisat)
- Christliche Sittenlehre, nach dem Zeugniß der heiligen Schrift entworfen. Schröder, Braunschweig 1758.
- Anweisung zum erbaulichen Predigen; mit einer Vorrede und historischen Einleitung herausgegeben von M. C. Rahmmacher. Hemmerde, Halle und Helmstedt 1758. (Digitalisat)
- Anweisung zur Erklärung der heiligen Schrift. Mit einer Abhandlung von den kanonischen Büchern des alten Testaments. Hemmerde, Halle und Helmstedt 1759. (Digitalisat)
- Dogmatische Gottesgelahrtheit; herausgegeben von M. J. F. Wagner. Halle und Helmstedt 1760 (eigt.1759)